# Шамс ад-Дін Мухаммад
Шамс ад-Дін Мухаммад I (*д/н — 1278) — 2-й малік Держави Куртів у 1245—1277 роках. Завдяки військовим і дипломатичним досягненням зумів розширити  володіння та отримання визнання з боку монголів.

## Життєпис
Син маліка Рукн ад-Діна I і представниці династії Гуридів. 1245 року спадкував своєму батько в Гурі та Хайсарі. Невдовзі захопив Герат. Підтвердив залежність від Мунке, що на той час боровся за владу. Натомість визнаний маліком. 1246 року він приєднався до монголів під проводом Салі Нояна під час походу проти Делійського султанату. Після цього залишався в Мултані, яким деякий час володіли монголи. Тут у 1247/1248 роках зустрів суфійського шейха Баха ад-діна Закарію. 1251 року відвідав в Каракорумі великого кагана Мунке, що офіційно посів трон. Отримав під свою владу Гератську область (Герат на тйо час ледве відбудовувався). Але Шамс ад-Дін став поширювати чутки, що отримав від монголів більшу частину Великого Хорасану і землі аж річки Інд.
1256 року таємно відправив посланця до Хулагу, що від імені свого маліка визнав зверхність. З початком 1257 року близькосхідного походу монголів проти нього виступили Тутар (син Мувала), Баянджар і Кадак (сини Шибана), які бажали поставити під свою владу Герат. Шамс ад-Дін Мухаммад відступив до фортеці Хайсар. 1258 року отримав допомогу від Хулагу, внаслідок чого повернув собі Герат. Але це стало початком конфлікту між Хулагу і Батуїдами з Шибанідами. Водночас малік надав прихисток багатьом нізаритів, що розсілялися Хорасаном після ліквідації Аламутської (Нізаритської) держави, зокрема науковцю і поету Хакім Саад ад-Діну (відомому як Нізарі Кухістані).
1261 року вимушен був відмовитися від Сісстану на користь Міхрабанідів. У 1263—1264 роках скористався заворушеннями в Сістані, завдав поразки Шамс ад-Діну Алі, маліку Держави Міхрабанідів, внаслідок чого захопив цей регіон. За цим відвідав Хулагу, а 1267 року наступного ільхана Абака-хана, від яких отримав підтвердження власних володінь. Тоді ж супроводжував Абаку у поході на Дербент і Ширван. Втім, уже 1269 року під час походу Чагатаїв на Хорасан перейшов на їхній бік. Але вже у 1271 році знову визнав владу ільханів. 1272 року зазнав поразки від міхрабанідів, що діяли в союзі з Нікудерійською ордою.
На початку 1270-х років захопив міста Газні, Тері і Мастунг. 1273 року брав участь у війні проти Чагатаїв на боці ільханів. У 1276—1277 роках він знову відвідав Абака-хана. Перед тим зрікся влади на користь сина Рукн ад-Діна. Колишнє добре ставлення з боку ільхана змінилося на підозру, внаслідок чого Шамс ад-Діна Мухаммада було отруєно в Тебрізі у січні 1278 року за допомогою кавуна. Абака навіть наказав поховати його тіло в кайданах у Джамі в Хорасані.